# Guillaume Dietsch
Guillaume Dietsch (Forbach, 17 april 2001) is een Franse doelman die sinds 2024 uitkomt voor FCV Dender EH.

## Clubcarrière
Dietsch genoot zijn jeugdopleiding bij AS Lixing-lès-Rouhling, US Alsting-Zinzing, US Forbach en FC Metz. Bij die laatste club zat de doelman, die in november 2018 zijn eerste profcontract ondertekende, in het seizoen 2018/19 voor het eerst in de wedstrijdselectie van een officiële wedstrijd van het eerste elftal. Een seizoen eerder maakte hij zijn opwachting voor het B-elftal van de club in de Championnat National 3.
In het seizoen 2020/21 werd hij samen met vijf ploegmaats uitgeleend aan RFC Seraing, de zusterclub van Metz die dat seizoen zijn opwachting maakte in de Belgische Eerste klasse B. Dietsch werd er meteen eerste doelman en miste in de reguliere competitie slechts één wedstrijd (tegen Club NXT). Op het einde van het seizoen promoveerde Seraing via barragewedstrijden tegen Waasland-Beveren naar de Jupiler Pro League.
In juni 2021 werd zijn huurcontract bij Seraing met een seizoen verlengd. Dietsch bleef ook in de Jupiler Pro League eerste doelman: in de reguliere competitie miste hij enkel de wedstrijd tegen Union Sint-Gillis op de 22e competitiespeeldag, die overigens in twee delen werd gespeeld wegens te dichte mist tijdens de eerste poging. Tijdens de 0-5-nederlaag tegen RSC Anderlecht op de 18e competitiespeeldag slikte hij weliswaar een rode kaart – waardoor veldspeler Théo Pierrot even in doel moest staan –, maar Dietsch werd hiervoor enkel voorwaardelijk geschorst. Seraing redde zich dat seizoen via barragewedstrijden tegen RWDM, waarin Seraing de heenwedstrijd met 0-1 won en in de terugwedstrijd een 0-0-gelijkspel afdwong.
In juni 2022 brak Metz het contract van Dietsch open tot medio 2025. Kort daarop stalde de club hem voor het derde seizoen bij Seraing. Dietsch stond in doel tijdens de eerste tien competitiewedstrijden, alsook tijdens de bekerwedstrijd tegen Sint-Eloois-Winkel Sport begin september, maar uitgerekend na zijn eerste clean sheet van het seizoen in de competitie – behaald in de stadsderby tegen Standard Luik – liep de doelman op training een kuitbeenbreuk op. Dietsch keerde pas op 22 januari 2023 terug in doel. Dietsch stond in doel tijdens de laatste dertien wedstrijden van de reguliere competitie en kon daarin de degradatie van Seraing niet vermijden.
In het seizoen 2023/24 fungeerde Dietsch als doublure van eerste doelman Alexandre Oukidja. De Fransman speelde dat seizoen slechts één officiële wedstrijd: toen Oukidja op 5 november 2023 zich in de competitiewedstrijd tegen Olympique Lyon al vroeg blesseerde, mocht Dietsch 72 minuten onder de lat staan. Dietsch hield zijn netten lang schoon, maar moest zich in de 84e minuut toch omdraaien na een doelpunt van Skelly Alvero, waarna de wedstrijd op 1-1 eindigde.
In juni 2024 trok Dietsch na tien jaar de deur definitief achter zich dicht bij Metz: de 23-jarige doelman ondertekende een tweejarig contract met optie op een derde jaar bij FCV Dender EH, dat twee maanden eerder naar de Jupiler Pro League was gepromoveerd. In zijn debuutseizoen was Dietsch de doublure van Michael Verrips. In zijn debuutseizoen bij Dender kreeg hij in de reguliere competitie enkel speelminuten tegen Standard Luik: op 13 september 2024 viel hij kort voor de rust in toen Verrips een hersenschudding opliep. Op 11 mei 2025 kreeg Dietsch op de achtste speeldag van de Europe play-offs zijn eerste basisplaats bij Dender.

## Clubstatistieken
| Seizoen         | Club            | Land               | Competitie             | Competitie | Competitie | Beker | Beker | Supercup | Supercup | Europees | Europees | Totaal | Totaal |
| Seizoen         | Club            | Land               | Competitie             | Wed.       | Dlp.       | Wed.  | Dlp.  | Wed.     | Dlp.     | Wed.     | Dlp.     | Wed.   | Dlp.   |
| --------------- | --------------- | ------------------ | ---------------------- | ---------- | ---------- | ----- | ----- | -------- | -------- | -------- | -------- | ------ | ------ |
| 2017/18         | FC Metz B       | Vlag van Frankrijk | Championnat National 3 | 2          | 0          | —     | —     | —        | —        | —        | —        | 2      | 0      |
| 2018/19         | FC Metz B       | Vlag van Frankrijk | Régional 1             |            |            | —     | —     | —        | —        | —        | —        |        |        |
| 2019/20         | FC Metz B       | Vlag van Frankrijk | Championnat National 3 | 13         | 0          | —     | —     | —        | —        | —        | —        | 13     | 0      |
| 2020/21         | → RFC Seraing   | Vlag van België    | Eerste klasse B        | 28         | 0          | 0     | 0     | —        | —        | —        | —        | 28     | 0      |
| 2021/22         | → RFC Seraing   | Vlag van België    | Eerste klasse A        | 35         | 0          | 1     | 0     | —        | —        | —        | —        | 36     | 0      |
| 2022/23         | → RFC Seraing   | Vlag van België    | Eerste klasse A        | 23         | 0          | 1     | 0     | —        | —        | —        | —        | 24     | 0      |
| 2023/24         | FC Metz B       | Vlag van Frankrijk | Championnat National 3 | 1          | 0          | —     | —     | —        | —        | —        | —        | 1      | 0      |
| 2023/24         | FC Metz         | Vlag van Frankrijk | Ligue 1                | 1          | 0          | 0     | 0     | —        | —        | —        | —        | 1      | 0      |
| 2024/25         | FCV Dender EH   | Vlag van België    | Eerste klasse A        | 3          | 0          | 0     | 0     | —        | —        | —        | —        | 3      | 0      |
| Carrière totaal | Carrière totaal | Carrière totaal    | Carrière totaal        | 106        | 0          | 2     | 0     | 0        | 0        | 0        | 0        | 108    | 0      |

Bijgewerkt op 20 mei 2025.

## Interlandcarrière
Dietsch doorliep verschillende jeugdploegen van het nationale elftal. In 2019 nam hij met de U19 van Frankrijk deel aan het EK onder 19 in Armenië. Nadat Frankrijk in de groepsfase een 6 op 6 tegen Tsjechië en Ierland behaalde met Stefan Bajic onder de lat, kreeg Dietsch zijn kans in de laatste groepswedstrijd tegen Noorwegen. Frankrijk won deze wedstrijd met 1-0.
Op 24 maart 2022 debuteerde Dietsch voor de Franse beloften: in de EK-kwalificatiewedstrijd tegen Faeröer (2-0-winst) kreeg Dietsch, die al sinds het begin van de kwalificatiecampagne werd opgeroepen door bondscoach Sylvain Ripoll, kreeg na de blessure van eerste keuze Illan Meslier (Leeds United) de voorkeur op Stefan Bajic (Pau FC) en Lucas Chevalier (Valenciennes FC).